# Laurent Baffie
Pour les articles homonymes, voir Baffie (homonymie).

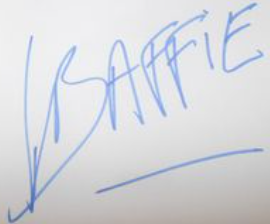

Laurent Baffie, né le 18 avril 1958 à Montreuil, est un humoriste, animateur de radio et de télévision, auteur et metteur en scène de théâtre et écrivain français.
Laurent Baffie, mais souvent désigné uniquement par son patronyme « Baffie », est réputé pour ses nombreuses caméras cachées, son sens de la répartie et son humour grinçant (ce qui lui a donné comme surnom « le sniper »).

## Biographie

### Enfance, formation et débuts
Fils d'une femme battue, coiffeuse, Laurent Baffie grandit dans le 20e arrondissement de Paris. Il abandonne l'école en classe de quatrième pour commencer une formation de comptable avant de s'orienter vers le théâtre. Il gagne ses premiers cachets comme figurant dans les émissions de variétés de Maritie et Gilbert Carpentier.
Le 12 avril 2025, il confie dans l'émission « Quelle époque », de Léa Salamé, diffusée sur France 2, « Pour des raisons que je n'ai pas envie de développer, j'ai eu une enfance de merde, et voilà. » Et de renchérir, « J'en parle pas, oui, je pourrais écrire un livre. » 

### Carrière d'auteur

#### Sketches
Dès 1985, Baffie écrit des sketches, notamment pour Jean-Marie Bigard qui officie dans l'émission La Classe sur FR3. Depuis, il a toujours participé à l'écriture des spectacles de son ami qu'il considère comme son « frère »,.

#### Pièces de théâtre

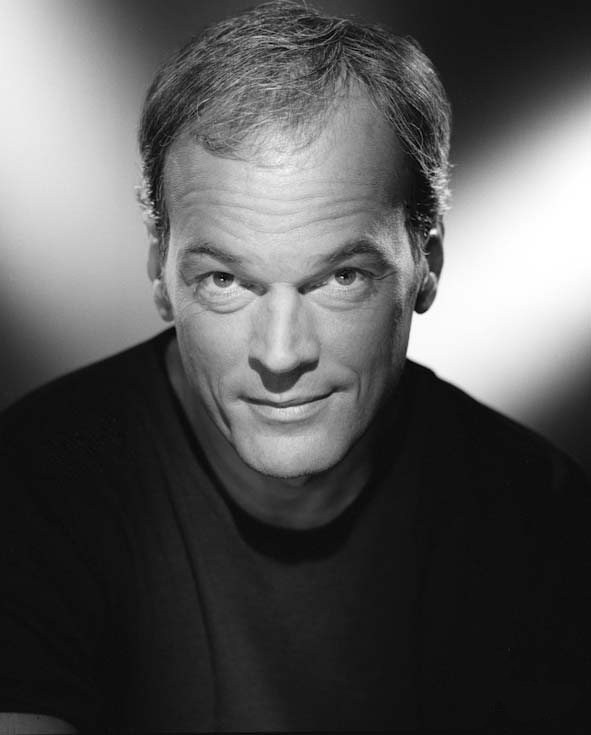
Laurent Baffie en 2001.

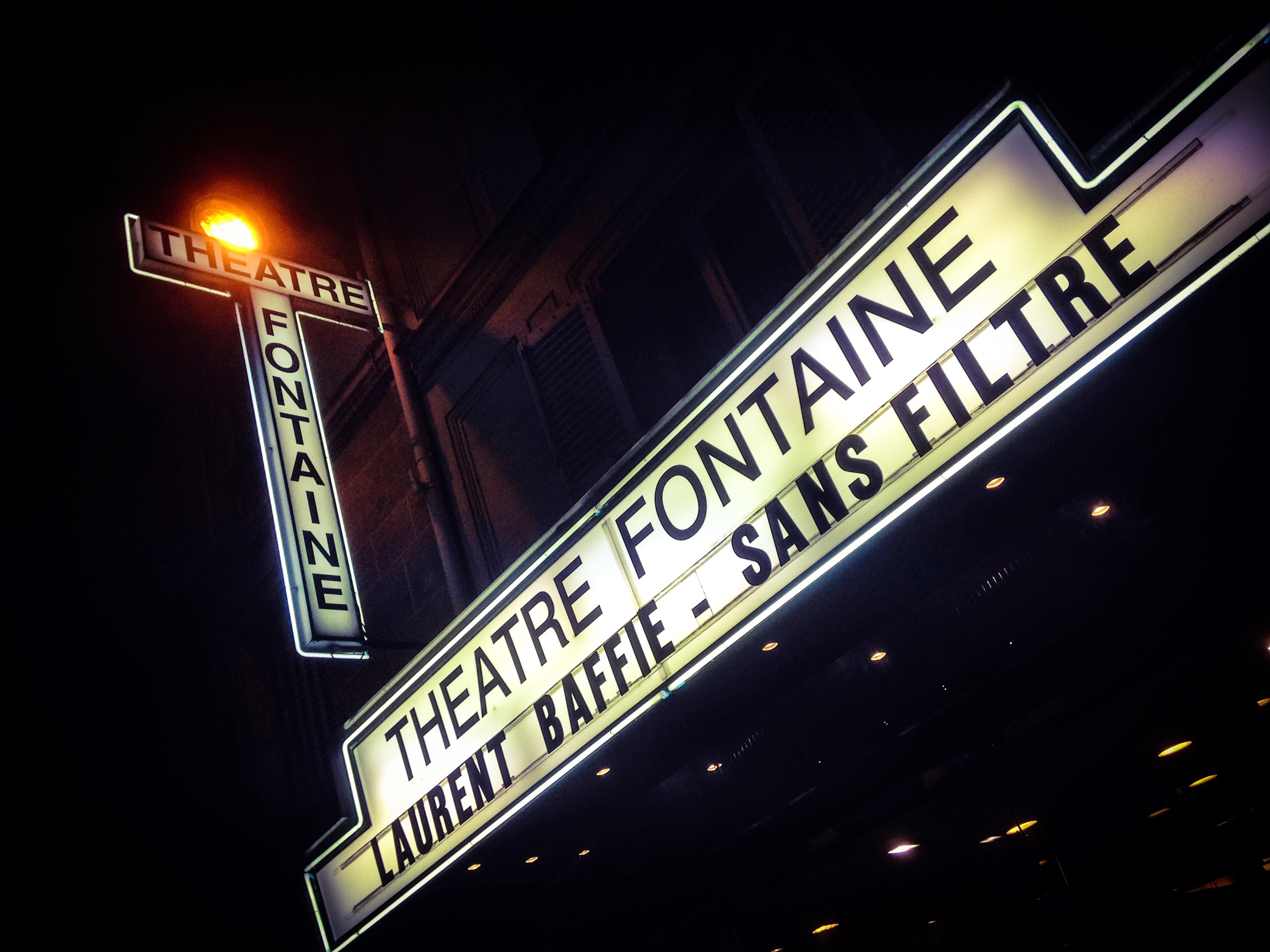
Façade du Théâtre Fontaine (Paris), le 10 février 2015, annonçant la pièce "Sans Filtre" de et avec Laurent Baffie.

En 2001, il monte la pièce Sexe, Magouilles et Culture générale, avec sur scène Daniel Russo, Pascal Sellem, Mado Maurin, Karine Lyachenko et lui-même.
En 2005, il écrit et met en scène Toc toc avec sur scène Daniel Russo, Marilou Berry (ou Zoé Nonn), Bernard Dhéran, Sophie Mounicot et Yvon Martin. Contrairement à la pièce précédente, il n'est pas sur scène, à l'exception d'une brève apparition, en arrière-plan, à chaque fin de représentation. Cette pièce, pour laquelle Marilou Berry obtient le Molière de la révélation théâtrale, connaît elle aussi un très gros succès. Cette pièce est reprise en 2010 et adaptée pour le Québec par Jean-Philippe Pearson, avec Edgar Fruitier, Marcel Lebœuf, Pascale Montpetit, Élisabeth Chouvalidzé et Émilie Bibeau. Toujours en 2010, cette pièce est reprise et adaptée en Espagne par Julián Quintanilla. En juin 2010, après une rencontre avec l'auteur, Richard Aerden reprend le texte original pour la première reprise du vaudeville en Belgique. Quatre représentations seront données par la compagnie namuroise Kaméléon. En décembre 2010, le texte original est repris une seconde fois à Bruxelles dans une mise en scène de Daniel Hanssens, avec Pascal Racan, Anna Cervinka et Daniel Hanssens. Entre mars et mai 2015, cette pièce est jouée par dix troupes théâtrales différentes à Bruxelles et en Wallonie (Liège, Charleroi, Genval — Théâtre du Flétry, mise en scène par Philippe Derlet —, Herstal, Ganshoren, Rochefort, Ciney...).
En 2008, il met en scène une nouvelle pièce, Un point c'est tout !, au Théâtre du Palais-Royal, avec sur scène Patrick Préjean, Nicole Calfan, Alain Bouzigues, Mado Maurin, Mehdi El Glaoui et François Deblock. Le succès est cependant plus mitigé que celui des précédentes pièces.
En 2011, il monte sur la scène du Théâtre du Palais-Royal à Paris, à partir du 9 septembre 2011 pour sa quatrième pièce, Les Bonobos, avec Marc Fayet, Jean-Noël Brouté, Alain Bouzigues, Caroline Anglade, Camille Chamoux et Karine Dubernet.
En 2014, il remonte sur la scène du Théâtre Fontaine à Paris pour sa pièce Sans filtre.
Sa pièce de 2015, Jacques Daniel, se joue au théâtre de la Madeleine, avec Claude Brasseur, Daniel Russo et Nicole Calfan.

#### One-man-show
En 2010, il monte un one-man-show : Laurent Baffie est un sale gosse, joué au Théâtre du Palais-Royal du 7 mai au 30 juin, après une longue tournée en France. La dernière de la pièce a lieu le 20 juin 2011, sur la scène de l'Olympia.

### Activité à la radio
En 1990, Baffie crée et anime l'émission Vas-y, fais-nous rire sur Fun Radio. Il est également sociétaire de l'émission Les Grosses Têtes de Philippe Bouvard sur RTL. En 1993, il anime l'émission Ze Baffie Show sur Skyrock, avec l'aide d'un de ses jeunes complices de l'époque, Jarlot. En 1999, il lance C'est quoi ce bordel ? sur Europe 2.
Du 9 septembre 2007 au 3 juillet 2011, il endosse à nouveau son rôle d'animateur radio, cette fois à l'antenne d'Europe 1. L'émission, diffusée tous les dimanches de 11 h à midi, reprend certains des concepts de C'est quoi ce bordel ?. Son titre aura la particularité de changer chaque semaine lors des premières années (Coloscopie, Demain, c'est mardi, C'était mieux dimanche dernier, Papy fait de la résistance, Vous êtes bien sur RTL, Julie, droguée, prostituée et fière de l'être, Baffie est un sale con, Taisez-vous Elkabbach, Ma vieille chatte perd ses poils, etc.) avant de s'intituler définitivement C'est quoi ce bordel. Il est toujours accompagné de Julie d'Europe 1. Dans son émission dominicale, il exploite les techniques des samples, où sont mémorisées des phrases décalées de Julie, la phrase d'Édouard Balladur « je vous demande de vous arrêter », des samples de jingles d'Europe 1 et d'autres radios, ou encore publicitaires, qu'il utilise pour ses canulars téléphoniques. En juin 2011, il annonce son licenciement, la station invoquant « des raisons économiques ».
Il revient le 25 septembre 2011 sur Rire et Chansons, où il reprend son émission C'est quoi ce bordel ?. Le 14 janvier 2013, il annonce son licenciement de Rire et Chansons. En 2013, il retrouve l'équipe de Philippe Bouvard au sein de l'émission des Grosses Têtes, et reste dans l'émission quand Laurent Ruquier arrive pour l'animer à partir de 2014.

### Activité à la télévision

Logo de l’émission Baffie vérifie la pub.

Logo du Baffie Chaud dans Nulle part ailleurs.

Baffie apparaît pour la première fois à la télévision le 7 avril 1976 à l'âge de 17 ans dans l'émission Un sur cinq sur Antenne 2, consacrée au médium Yvon Yva, où il se fait hypnotiser.
En 1989, il fait ses débuts à la télévision française en enregistrant plusieurs caméras cachées dans la rue pour l'émission Tout le monde il est gentil sur La Cinq. Il démarche les chaînes de télévision avec ce concept, puis continuera ce type d'improvisation dans la rue pendant sa collaboration avec Thierry Ardisson, quand il fait sa connaissance en 1991 après l'avoir invité dans son émission radiophonique Vas-y, fais-nous rire sur Fun Radio. Séduit par son humour, Ardisson l'engage d'abord pour écrire des sketches, puis pour faire de l'improvisation en tant que faux cadreur dans son émission de télévision Double Jeu sur France 2. Baffie sera ensuite de toutes les émissions d'Ardisson sur cette chaîne.
En 1993, il arrive sur Canal+ et présente pendant une saison l'émission hebdomadaire B.V.P., pour Baffie vérifie la pub, une émission humoristique où il décide de vérifier la véracité de ce qui est montré dans les pubs de l'époque, ce qui n'est qu'un prétexte pour une suite de sketches à l'humour transgressif. De 1996 à 1997, toujours sur Canal+, il coanime avec Philippe Gildas l'émission Nulle part ailleurs. Placé sur le plateau à côté de Gildas, Baffie est censé intervenir ponctuellement toujours dans le rôle de sniper mais, mal à l'aise, il se montre peu inspiré. Il devient dès lors l'une des principales cibles des auteurs des Guignols,, qui tournent notamment en dérision l'aspect répétitif de ses remarques (la marionnette représentant Baffie ne sait que répéter, en guise de boutade : « Je peux pas, demain j'ai piscine »). Il estime l'acharnement des Guignols à son encontre injuste et quitte Canal+ en de mauvais termes en disant y avoir passé « une année dégueulasse »
En 1997-1998, il présente Farce Attaque sur France 2 où il reprend ses improvisations avec des inconnus dans la rue comme pendant ses caméras cachées. De 2001 à 2002, il participe régulièrement à l'émission Burger Quiz sur Canal+, présenté par Alain Chabat.
De 2000 à 2006, il est aux côtés de Thierry Ardisson dans Tout le monde en parle (émission débutée en septembre 1998). Coprésentateur avec Ardisson, il devient, grâce à ses remarques acides et décalées (envers les invités mais aussi Ardisson), le « sniper » de l'émission, montrant par ailleurs qu'il possède de bonnes connaissances en culture musicale (notamment lors du blind test qui conclut chaque émission, où il faut deviner des interprètes de chansons) et animalières,,. L'émission est arrêtée en 2006 à la suite de négociations tumultueuses entre Ardisson et la direction de France 2.
En 2006, il présente Ding Dong sur Paris Première. Il s'invite chez monsieur tout le monde en compagnie d'un invité célèbre, et organise un talk show impromptu. En 2009, il présente Baffie ! sur Virgin 17, puis sur MCM, la rediffusion filmée du « talk-show participatif » avec des invités d'actualité qu'il anime sur Europe 1. Il est d'ailleurs accompagné de Julie d'Europe 1.
En 2012, il présente sur Paris Première 17e sans ascenseur, une émission où il reçoit des célébrités à dîner dans le décor d'un ancien bains-douches situé au 5 Avenue de Saint-Ouen dans le 17e arrondissement de Paris. En 2014, il présente sur L'Énôrme TV l'émission Open Bar où il reçoit ses amis et des artistes pour parler de leur actualité.
En octobre 2016, dix ans après l'arrêt de Tout le monde en parle en juillet 2006, Laurent Baffie retrouve Thierry Ardisson en tant qu'humoriste plateau à Salut les Terriens !. La même année, il remet le prix du Groupe Francophone de l'Année aux NRJ Music Awards en compagnie d'Élie Semoun.
Le 6 mai 2017, veille de second tour de l'élection présidentielle 2017, est diffusée en prime-time sur C8 l'émission Baffie Président. Elle rassemble 881 000 téléspectateurs, soit une part d'audience de 3,7 %.

### Au cinéma
En 1997, Baffie apparaît dans le film La Cible de Pierre Courrège, où il joue le rôle d'un reporter.
En 1999, il mêle sa passion des animaux avec celle du cinéma : il écrit et réalise Hot Dog, un court métrage humoristique dans lequel il fait preuve d'une créativité différente de celle dont il use dans son rôle habituel de flingueur d'invités (les deux acteurs du film sont des chiens). Le court-métrage est récompensé au festival international du film fantastique de Bruxelles.
En 2000, il écrit le scénario du film La Taule, réalisé par Alain Robak.
En 2003, il réalise son premier long métrage, Les Clefs de bagnole, dans lequel il partage la vedette avec Daniel Russo. Le slogan publicitaire du film, fidèle à l'esprit d’auto-dérision de son auteur, est : « N'y allez pas, c'est une merde ! » Ironiquement, le film ne rencontre pas le succès escompté (environ 200 000 entrées sur la France) et place Laurent Baffie, également producteur, dans une situation financière critique. Il finira de rembourser ses dettes en 2010,.

### Engagements
En 1995, Baffie intègre la troupe des Enfoirés.
Le 30 septembre 2016, dans l'émission La Bande originale sur France Inter, présentée par Nagui, il annonce qu'il a réuni les 500 signatures nécessaires pour se présenter à l'élection présidentielle française de 2017. Il dit y aller pour « jouer les trublions », et annonce plusieurs slogans. Nagui, incrédule, lui demande confirmation. Baffie assure qu'il sera présent en 2017.
Le 6 mai 2017 est diffusée son émission Baffie Président, fruit d'un travail d'un an où il a écumé les rues de France pour annoncer sa candidature à l'élection présidentielle, le tout avec le second degré qui est sa marque de fabrique.
En 2019, il annonce se présenter aux élections européennes sur la liste du Parti animaliste : « Je n'ai pas le sentiment de soutenir un parti politique mais un parti humaniste [...] Si comme moi vous n'aimez pas la politique, allez voter pour les animaux ». Finalement, il ne figurera pas sur cette liste, se limitant à un rôle de soutien, notamment pour des raisons de temps de parole.
En septembre 2019, il apporte son soutien à l'association L214 dont il considère le travail de sensibilisation à la cause animale, et tout particulièrement à la maltraitance animale, comme « formidable ».
Laurent Baffie est engagé aux côtés de l'association Handi'chiens et est le parrain de l'association J'accède. Dans une interview pour Le Parisien, en date du 15 septembre 2011, il explique notamment que son engagement en faveur des enjeux liés au handicap remonte à son enfance, après avoir été sensibilisé au sujet par un ami atteint de poliomyélite.
Il est candidat aux élections législatives de 2022 dans la troisième circonscription de Paris pour le Parti animaliste. Il arrive en 7e position avec 863 voix et 2,18 % des suffrages exprimés.

### Vie privée
Marié avec Sandrine, Laurent Baffie a quatre enfants : Jérémy (né en 1986), Mélody (née en 1988), Benjamin (né en 1995) et Bastien (né en 2004).

## Résumé de carrière

### Publications
- Sexe, magouilles et culture générale, Albin Michel, 2002.  (ISBN 2226133399) (texte de la pièce)
- Tu l'as dit Baffie. Concentré de vannes, Le Cherche midi, coll. « Le Sens de l'humour », 2005.  (ISBN 2749103851)
- Préface pour Le Petit Livre de merde de Matt Pagett, Chiflet et Cie, 2008.  (ISBN 2351640586)
- Le Dictionnaire de Laurent Baffie, Éditions Kero, 2012.  (ISBN 2366580061)
- C'est quoi ce bordel ?, Éditions Kero, 2013.  (ISBN 2366580622)
- 500 questions que personne ne se pose, Éditions Kero, 2014.  (ISBN 9782366581164)
- Dictionnaire des noms propres (ou presque !), Éditions Kero, 2015.  (ISBN 978-2-36658-164-5)
- La boîte à Baffie, Éditions Marabout, 2017.  (ISBN 978-2501125802)
- Mes petites annonces drôles, poétiques ou franchement limites, Éditions Kero, 2017  (ISBN 978-2366583915)
- Le Dico 2, Éditions Kero, 2019.
- Le guide de la répartie, Éditions Kero, 2021.
- Le Dictionnaire - L'intégrale, Éditions Kero, 2022.
- L'almanach de Laurent Baffie, Éditions Kero, 2023
- Le nouveau Dico de Lolo, Éditions Kero, 2024

### Théâtre
Laurent Baffie est le metteur en scène de toutes ses pièces.
- 2001 : Sexe, Magouilles et Culture générale (également acteur)
- 2005 : Toc toc, mise en scène de l'auteur, Théâtre du Palais-Royal.
- 2008 : Un point c'est tout !, mise en scène de l'auteur, Théâtre du Palais-Royal.
- 2010 : Laurent Baffie est un sale gosse, one man show (joué en tournée en France, puis au Théâtre du Palais-Royal puis enfin à l'Olympia).
- 2011 : Les Bonobos, Théâtre du Palais-Royal.
- 2014 : Sans filtre, Théâtre Fontaine (également acteur)
- 2016 : Jacques Daniel, Théâtre de la Madeleine.
- 2018 : La très Jolie Trilogie, Théâtre du Splendid.
- 2019-2023 : Laurent Baffie se pose des questions, one man show (joué en tournée en France)
- 2021 : Soupe Miso, Théâtre de Dix Heures.
- 2023 : Laurent Baffie se pose des questions, Théâtre de la Madeleine.

### Filmographie

#### Scénariste
- 2000 : La Taule d'Alain Robak
- 2003 : Les Clefs de bagnole de lui-même
- 2023 : Le Prochain Voyage de Thierry Binisti (téléfilm)

#### Acteur
- 1985 : Dangereusement vôtre, film de John Glen : un homme dans la foule à Paris (figuration, non créditée)
- 1997 : La Cible, film de Pierre Courrège : un reporter de TV12
- 2001 : Sexy Boys, film de Stéphane Kazandjian : le patron de la boîte à son
- 2003 : Les Clefs de bagnole de Laurent Baffie
- 2005 : Iznogoud, film de Patrick Braoudé : un prince (caméo)
- 2007 : L'Âge des ténèbres, film de Denys Arcand : lui-même
- 2012 : Bref, épisode 53 : « Y'a des gens qui m'énervent » : lui-même
- 2018 : Neuilly sa mère, sa mère !, film de Gabriel Julien-Laferrière : lui-même

#### Réalisateur
- 1999 : Hot Dog (court métrage)
- 2003 : Les Clefs de bagnole (long métrage)

#### Producteur
- 1999 : Hot Dog (court métrage)
- 2003 : Les Clefs de bagnole

#### Participations
- 2014 : Cancer, business mortel ?, réalisé par Jean-Yves Bilien (documentaire)

### Parcours en radio
- 1990 : créateur et animateur de l'émission Vas-y, fais-nous rire sur Fun Radio
- depuis 1990 : sociétaire de l'émission Les Grosses Têtes de Philippe Bouvard sur RTL
- 1993 : animateur de l'émission Ze Baffie Show sur Skyrock
- 1999 : créateur et animateur de C'est quoi ce bordel ? sur Europe 2
- 2007-2011 : animateur à l'antenne d'Europe 1, d'une émission hebdomadaire qui change de nom tous les dimanches puis s'intitule C'est quoi ce bordel, avec Julie
- 2011-2013 : animateur de son émission C'est quoi ce bordel ? sur Rire et Chansons
- Depuis 2013 : réintègre l'équipe de Philippe Bouvard au sein des Grosses Têtes, et reste dans l'émission quand Laurent Ruquier arrive pour l'animer à partir de 2014
- 2020 : On ne répond plus de rien sur RTL et Paris Première avec Karine Le Marchand

### Émissions de télévision
- 1976 : Un sur cinq (Antenne 2)
- 1989 - 1990 : Tout le monde il est gentil (La 5)
- 1991 : Double Jeu (Antenne 2)
- 1993 : B.V.P. - Baffie vérifie la pub (Canal+)
- 1996 : Les Bons génies sur France 2
- 1996 - 1997 : Nulle part ailleurs (Canal+)
- 1996 - 2015 : Les Enfants de la télé (TF1)
- 1997 - 1998 : Farce Attaque (France 2)
- 2000 - 2006 : Tout le monde en parle (France 2)
- 2001 - 2002 : Burger Quiz (Canal+)
- 2003 : Le Grand Blind Test : coanimation avec Thierry Ardisson (France 2)
- 2004 : Les Allumés avec Carole Rousseau (TF1)
- 2006 : Ding Dong (Paris Première)
- 2009 : Baffie ! (Virgin 17)
- 2012 : ONDAR Show (France 2)
- 2012 - 2013 : 17e sans ascenseur (Paris Première)
- 2013 : Jusqu'ici tout va bien (France 2)
- 2014 : Open Bar (L'Énôrme TV)
- 2016-2019 : Salut les terriens (C8)
- 2017 : Baffie Président (C8)
- 2017 : Le Grand Blind Test sur TF1
- 2018 : Le Baffie Show (C8)
- 2019-2020 : La Grande Darka (C8) : participant
- 2020 : La grosse rigolade : participant (C8)
- 2023 : 214, rue de Rivoli : le dîner spécial 20 ans (Paris Première)
- 2024 : Vox populi (Paris Première)

## Polémique
Fin septembre 2017, le Conseil supérieur de l’audiovisuel (CSA) reçoit une dizaine de signalements après la diffusion le samedi 23 septembre d'une séquence de l'émission Salut les Terriens ! où Baffie se permet un geste déplacé envers la chanteuse Nolwenn Leroy : il remonte sa jupe jusqu'au niveau du genou sans son consentement en déclarant sur le ton de la blague qu'il faut pour les audiences « du cul, du cul, du cul », ce qui suscite une vive polémique,. Prenant la défense de son ami, Thierry Ardisson évoque, au sujet du signalement au CSA, « une époque de merde, préfasciste » et ajoute : « [...] il y a toujours un connard chômeur à Strasbourg qui n’a rien à foutre l’après-midi qui va balancer un tweet au CSA ». De son côté, Nolwenn Leroy minimise l'incident et indique que si elle s'était « sentie agressée, [elle se] serai[t] défendue et [lui] aurai[t] donné un coup de coude dans la figure, [...] Laurent est effectivement un ami, on se connaît depuis quinze ans ». La semaine suivante, Baffie présente dans l'émission des excuses à la chanteuse,.